# Ibrahim Rugova
Ibrahim Rugova (2. prosince 1944 v Cerrcë, Pećský okruh v Kosovu – 21. ledna 2006 v Prištině v Kosovu) byl kosovskoalbánský intelektuál a politický představitel, předseda a zakladatel největší kosovské politické strany (Demokratická liga Kosova). Narodil se ve vesnici Cerrcë v Kosovu. Studoval albánskou filologii na univerzitě v Prištině a lingvistiku na Sorbonně v Paříži.

## Život
Byl členem komunistické strany, ze které byl vyloučen, neboť žádal o změny jugoslávské ústavy.[zdroj?] Byl předsedou Sdružení spisovatelů Kosova. Přes deset let stál v čele nenásilného odporu kosovských Albánců proti represivnímu režimu srbského prezidenta Slobodana Miloševiće.
Poté, co v roce 1989 Milošević personálními změnami odebral po dvaceti letech Kosovu de facto autonomní statut, založil Rugova Demokratickou ligu Kosova (LDK). V této straně se měli soustředit elity autonomní oblasti, které se chtěly postavit potlačení autonomního statutu a čelit politice Svazu komunistů Srbska, přesněji Slobodanu Miloševićovi. Etničtí Albánci se nejdříve snažili o přiznání statutu federativní republiky nové Jugoslávie, po neúspěchu ji ovšem jednostranně i přesto v roce 1990 vyhlásili. Ibrahim Rugova se stal prezidentem této (neuznané) sedmé jugoslávské republiky. Kosovská vláda vystupovala maximálně nezávisle na srbské a spravovala zdravotnictví, nebo albánskojazyčné školství. Po tomto kroku následně rozpustil srbský parlament parlament Kosova na území jihosrbské autonomní oblasti byla zavedena přímá správa. V letech 1992 a 1998 vyhrál Rugova prezidentské volby v Kosovu, ale jugoslávská vláda jejich výsledek neuznala.[zdroj?]
V roce 1998 byla Ibrahimu Rugovovi udělena Sacharovova cena za svobodu myšlení.
V roce 1999 se účastnil rozhovorů na zámku Rambouillet v Paříži, kde se rozhodlo o bombardování SFRJ.
Během války byl v roce 1999 spolu se svou rodinou unesen z rezidence v Prištině. Později byl ukázán v srbské televizi během jednání s prezidentem Miloševićem. Rugova později prohlásil, že celá záležitost byla proti jeho vůli a v režii Miloševićova režimu.
Jako vůdce LDK byl Ibrahim Rugova zvolen 4. března 2002 prezidentem Kosova.[zdroj?] Během výkonu funkce Rugova udržoval blízké styky se Spojenými státy a Evropskou unií. Byl na něj spáchán bombový atentát 15. března 2005, ze kterého vyvázl nezraněn.
V srpnu 2005 podstoupil Rugova vyšetření a léčbu v americké vojenské nemocnici Landstuhl v Německu. Po návratu 5. září 2005 oznamuje, že trpí rakovinou plic, ale že nehodlá rezignovat na post prezidenta. Nemoci podlehl 21. ledna 2006.

## Vyznamenání
- Řád národního praporu – 2006, in memoriam – udělil prezident Albánie Alfred Moisiu